# イントルーダーズ
『イントルーダーズ』（Intruders）は、2011年にスペインで公開されたサイコスリラー映画。日本では劇場公開されずビデオスルーされた。

## ストーリー
ジョンとその娘ミアは、仲睦まじい親子で、二人で幸せに暮らしていた。だが、ある日ミアが木の穴から、謎の手紙を見つけたことで状況が一変する。手紙には恐ろしい「顔のない怪人」について書かれており、それを読んで以降、彼女は謎の怪現象に悩まされるようになってしまう。そしてついに、ミアとジョンの前にあの「顔のない怪人」が実際に現れ襲いかかってくる。なんとか怪人から逃れた二人だったが、周囲はこのことについて一切信じようとせず、あろうことかジョン自身が疑いの目で見られてしまう。一方、遠く離れた外国の地でも、同様に「顔のない怪人」の恐怖に苦しめられている親子がいた。全く無関係に見える二人の子供には、ある事実が隠されていた。

## キャスト
| 役名                 | 俳優                           | 日本語吹替 |
| -------------------- | ------------------------------ | ---------- |
| ジョン･ファロウ      | クライヴ・オーウェン           | 堀内賢雄   |
| スザンナ             | カリス・ファン・ハウテン       | 日野由利加 |
| アントニオ神父       | ダニエル・ブリュール           | 内田夕夜   |
| ルイサ               | ピラール・ロペス・デ・アジャラ | 櫻井智     |
| ミア                 | エラ・パーネル                 | 日笠陽子   |
| フアン               | イサン・コルチェロ             | 嶋村侑     |
| Dr. レイチェル       | ケリー・フォックス             | 上坂都子   |
| フランク             | マイケル・ナードン             | 岡哲也     |
| デイブ               | マーク・ウィンゲット           | 曵地伸之   |
| ジョージ             | エイドリアン・ローリンズ       | 岩崎正寛   |
| 老神父               | エクトル・アルテリオ           | 曵地伸之   |
| デビッド・ウォートン | ピーター・オコナー             | 及川ナオキ |
| アラームインストーラ | ラルフ・アイネソン             | 及川ナオキ |

吹き替え演出：市来満